# گاگیک داوتیان (نویسنده)
گاگیک تیگرانی داوتیان (ارمنی: Գագիկ Տիգրանի Դավթյան؛  زادهٔ ۴ آوریل ۱۹۴۷) شاعر، مترجم اهل ارمنستان است.

## زندگی‌نامه
وی در ۴ آوریل ۱۹۴۷ در داویت بک به دنیا آمد و از دانشگاه ملی پلی‌تکنیک ارمنستان) (۱۹۷۰) فارغ‌التحصیل گشت. وی عضو اتحادیه نویسندگان ارمنستان بود و در سووتاکان هایاستان و هایاستانی هانراپتوتیون فعالیت می‌کرد. همچنین برندهٔ جوایزی همچون مدال طلای وزارت فرهنگ جمهوری ارمنستان شده‌است.